# ISO 668
ISO 668 - Series 1 freight containers — Classification, dimensions and ratings 
とは、インターモーダル輸送貨物コンテナを分類し、サイズと重量を規定するISO国際規格である。1967年に導入され、コンテナの内寸および外寸、開口ドアの最小サイズ（備える場合は）を規定している。2005年の改訂版では、コンテナ総重量、構造における重量バランス構造も規定している。
現行のバージョンは、2020年に定義された第7版であり、これはバージョンEが統合された。

## バリエーション
「ハイ・キューブ」とは、「背高」を意味する。
| ISO名 | 一般名                    | 外寸                     | 外寸                | 外寸                | 内寸最小幅                | 内寸最小幅                              | 内寸最小幅             | 最大総重量          |
| ISO名 | 一般名                    | 長さ                     | 高さ                | 幅                  | 長さ                      | 高さ                                    | 幅                     | 最大総重量          |
| ----- | ------------------------- | ------------------------ | ------------------- | ------------------- | ------------------------- | --------------------------------------- | ---------------------- | ------------------- |
| 1EEE  | 45フィート ハイ・キューブ | 13.716 m / 45 ft 0 in    | 2.896 m / 9 ft 6 in | 2.438 m / 8 ft 0 in | 13.542 m (44 ft 5.15 in)  | コンテナ公称 外寸高から マイナス 241 mm | 2.330 m (7 ft 7.73 in) | 30480 kg / 67200 lb |
| 1EE   | 45フィート 標準           | 13.716 m / 45 ft 0 in    | 2.591 m / 8 ft 6 in | 2.438 m / 8 ft 0 in | 13.542 m (44 ft 5.15 in)  | コンテナ公称 外寸高から マイナス 241 mm | 2.330 m (7 ft 7.73 in) | 30480 kg / 67200 lb |
| 1AAA  | 40フィート ハイ・キューブ | 12.192 m / 40 ft 0 in    | 2.896 m / 9 ft 6 in | 2.438 m / 8 ft 0 in | 11.998 m (39 ft 4.375 in) | コンテナ公称 外寸高から マイナス 241 mm | 2.330 m (7 ft 7.73 in) | 30480 kg / 67200 lb |
| 1AA   | 40フィート 標準           | 12.192 m / 40 ft 0 in    | 2.591 m / 8 ft 6 in | 2.438 m / 8 ft 0 in | 11.998 m (39 ft 4.375 in) | コンテナ公称 外寸高から マイナス 241 mm | 2.330 m (7 ft 7.73 in) | 30480 kg / 67200 lb |
| 1A    | 40フィート                | 12.192 m / 40 ft 0 in    | 2.438 m / 8 ft 0 in | 2.438 m / 8 ft 0 in | 11.998 m (39 ft 4.375 in) | コンテナ公称 外寸高から マイナス 241 mm | 2.330 m (7 ft 7.73 in) | 30480 kg / 67200 lb |
| 1BBB  | 30フィート ハイ・キューブ | 9.125 m / 29 ft 11.25 in | 2.896 m / 9 ft 6 in | 2.438 m / 8 ft 0 in | 8.931 m (29 ft 3.6 in)    | コンテナ公称 外寸高から マイナス 241 mm | 2.330 m (7 ft 7.73 in) | 30480 kg / 67200 lb |
| 1BB   | 30フィート 標準           | 9.125 m / 29 ft 11.25 in | 2.591 m / 8 ft 6 in | 2.438 m / 8 ft 0 in | 8.931 m (29 ft 3.6 in)    | コンテナ公称 外寸高から マイナス 241 mm | 2.330 m (7 ft 7.73 in) | 30480 kg / 67200 lb |
| 1B    | 30フィート                | 9.125 m / 29 ft 11.25 in | 2.438 m / 8 ft 0 in | 2.438 m / 8 ft 0 in | 8.931 m (29 ft 3.6 in)    | コンテナ公称 外寸高から マイナス 241 mm | 2.330 m (7 ft 7.73 in) | 30480 kg / 67200 lb |
| 1CCC  | 20フィート ハイ・キューブ | 6.058 m / 19 ft 10.5 in  | 2.896 m / 9 ft 6 in | 2.438 m / 8 ft 0 in | 5.867 m (19 ft 3 in)      | コンテナ公称 外寸高から マイナス 241 mm | 2.330 m (7 ft 7.73 in) | 30480 kg / 67200 lb |
| 1CC   | 20フィート 標準           | 6.058 m / 19 ft 10.5 in  | 2.591 m / 8 ft 6 in | 2.438 m / 8 ft 0 in | 5.867 m (19 ft 3 in)      | コンテナ公称 外寸高から マイナス 241 mm | 2.330 m (7 ft 7.73 in) | 30480 kg / 67200 lb |
| 1C    | 20フィート                | 6.058 m / 19 ft 10.5 in  | 2.438 m / 8 ft 0 in | 2.438 m / 8 ft 0 in | 5.867 m (19 ft 3 in)      | コンテナ公称 外寸高から マイナス 241 mm | 2.330 m (7 ft 7.73 in) | 30480 kg / 67200 lb |
| 1D    | 10フィート                | 2.991 m / 9 ft 9.75 in   | 2.438 m / 8 ft 0 in | 2.438 m / 8 ft 0 in | 2.802 m (9 ft 2.3 in)     | コンテナ公称 外寸高から マイナス 241 mm | 2.330 m (7 ft 7.73 in) | 10160 kg / 22400 lb |
| 1E    | 6½フィート                | 1.968 m / 6 ft 5.5 in    | 2.438 m / 8 ft 0 in | 2.438 m / 8 ft 0 in |                           | コンテナ公称 外寸高から マイナス 241 mm | 2.330 m (7 ft 7.73 in) | 7110 kg / 15700 lb  |
| 1F    | 5フィート                 | 1.460 m / 4 ft 9.5 in    | 2.438 m / 8 ft 0 in | 2.438 m / 8 ft 0 in |                           | コンテナ公称 外寸高から マイナス 241 mm | 2.330 m (7 ft 7.73 in) | 5080 kg / 11200 lb  |

- 1EEおよび1EEE規格は、2005年の改定により登場した45ftコンテナである。
- 1Eおよび1F規格は、現行版のISOには含まれていないが、過去版規格に基づき現在も生産されている。

## 歴史

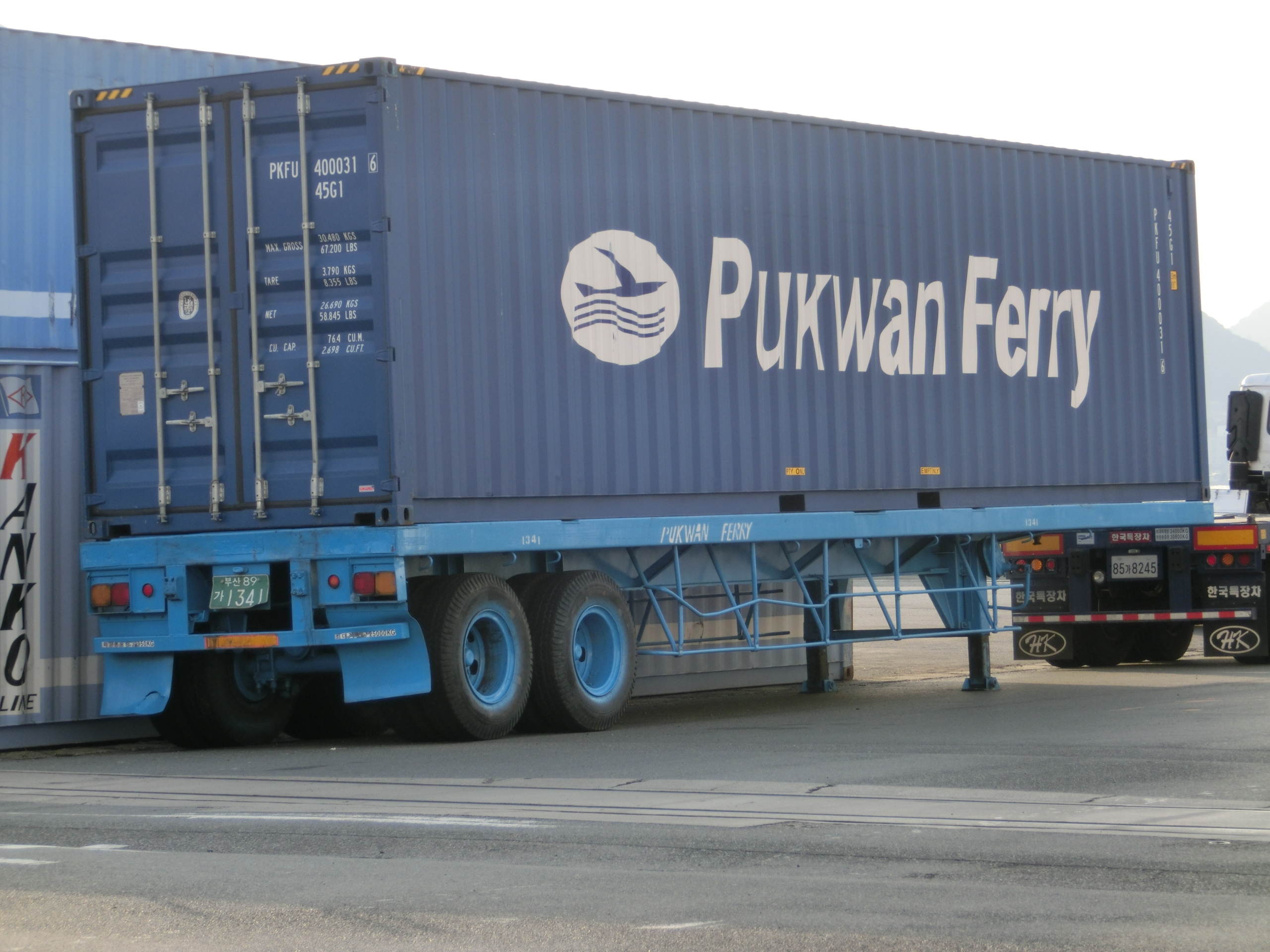
高さが8 ftコンテナを積載して、地上高が3.8 mとなる。高さ制限のゆるい国では、一般的に使われている連結部分から最後尾までが、一直線状体の40 ft用の平荷台シャーシー。

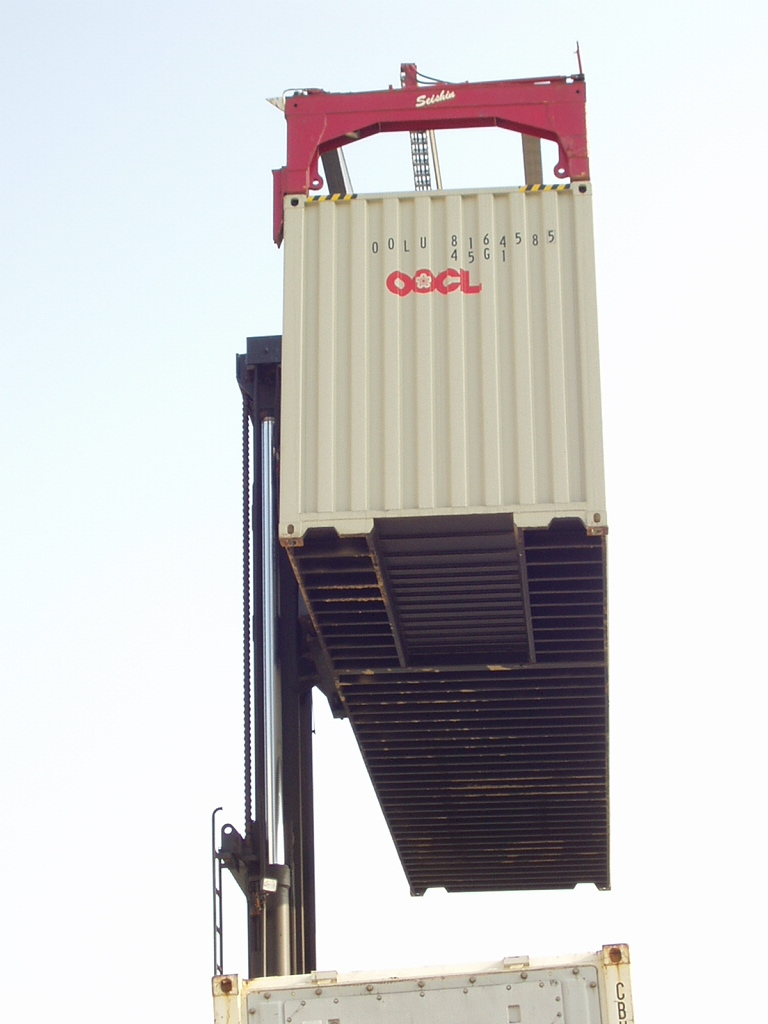
トップリフターに吊り上げられた40 ftコンテナ。下部に『グースネックトンネル』と呼ばれるくぼみが見える。

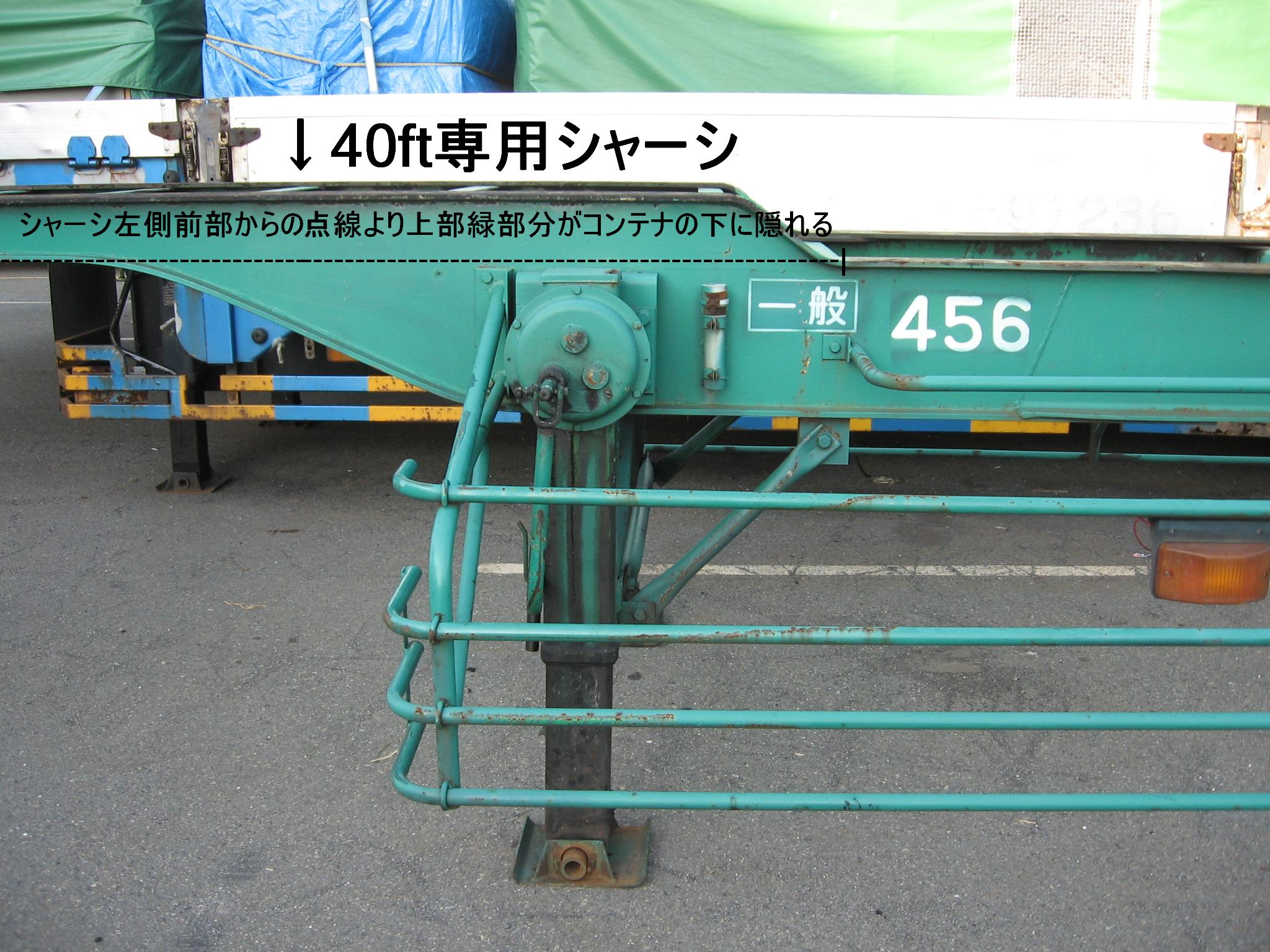
40 ftコンテナ輸送用のシャーシ。注意書きの箇所がグースネックトンネルと嵌め合う。

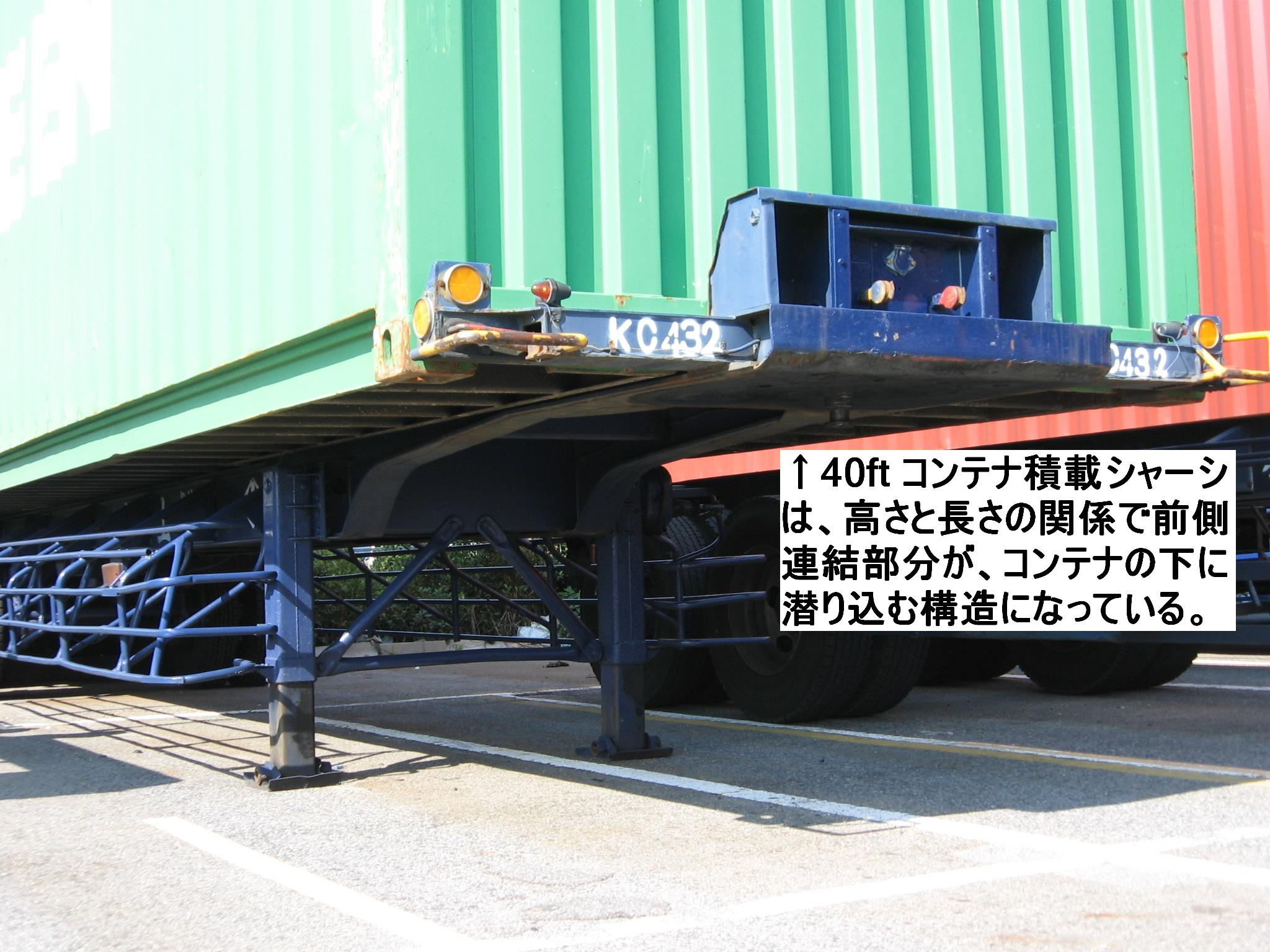
40 ftコンテナを積載したシャーシ。連結部がグースネックトンネルと嵌め合っている様子が見て取れる。

ISOコンテナの標準規格を将来にわたって円滑に進める専門の組織として、1961年6月にヘルシンキで開催されたISO理事会にて「国際標準化機構貨物コンテナ専門委員会（ISO / TC104）」が設立されている。このISO / TC104組織により、同年9月に初めて第1回ISO / TC104総会がニューヨークで開催され、後の各種規格制定の下準備として各国間での調整と議論が始まった。
これらの議論の末に最初に登場した規格は、1964年7月にハンブルクで開かれた第3回総会によって、現在の国際海上貨物用コンテナの基礎となる数値が決定された後、1968年に「ISO 668」の初代規制値として確立する。国際海上貨物用コンテナでは、複数の長さがあるが主に長さが20 ft (6,058 mm)、40 ft (12,192 mm) の2種類が用いられており、コンテナの取扱量を示す単位TEUは、20 ftコンテナ1個分を1TEUとしている。なお、制定当時のコンテナ横幅及び高さでは、この2種類を含む全ての長さのタイプで、横幅8 ft (2,438 mm)、高さ8 ftと正方形となっていた。
その後の世界的な物流事情の変化に伴う「重量の軽い貨物をもう少し積み込めるようにしたい」との要望により、少し背高となる8 ft 6 in (2,591 mm)タイプのコンテナを、新たにISO 668の基準値へ盛り込む要望が出てきた。しかし、既にコンテナを陸送するための専用のシャーシーは、世界で共通して円滑に輸送できるとの趣旨で、日本を含む地上高が低く抑えられている国々でも、コンテナを積載した状態での地上高が3.8 mと決定されていた。これを元に最初のコンテナの高さが8 ftと決定されていたこと、当時のコンテナ積載用のシャーシはトラクターとの連結部分と、最後尾部位までが一直線状体の水平シャーシとなっていたので、既に限界までに低床化されていた。これらの現状での規制値内で、牽引するトラクター本体のさらなる低車高化は構造的に無理があり、また牽引トラクターと40 ftコンテナを合わせた全長は、当時の世界共通的に通用する最長値が現代のように長大ではなかった。
このために、20 ftタイプのシャーシでは連結部位より後側の全体を少し下げて、8 ft 6 in型を輸送することは可能であったが、40 ftのコンテナ用シャーシーでは、連結部位の構造上の理由と前記のように連結時での最長値の制限により、さらにトレーラーシャーシ全長を均等に低床にすることが出来ない状態となっていた。そこで考案されたのが、元々コンテナの底部位（いわゆる、コンテナの床下）には、保管時で地面に置いた時に雨天時の床下の水はけ事情等を考慮する必要があり、タンクコンテナなどの一部を除くほとんどのコンテナにはフォークポケットの有無には関係なく、十数センチ程の空間がコンテナの構造上、存在している。この床下空間を利用して、シャーシーの連結部分とはめ合う6インチ (153 mm)の深さの『グースネックトンネル』と呼ばれるくぼみを、積み込み口とは反対側の床下に設けることで、連結部位より後のほとんどの部位となるシャーシー床面全体を6インチ分下げることができた。道路運送上の要請から40 inコンテナにはグースネックトンネルと呼ばれるくぼみが設けられている。
これらの経緯をへて、1969年10月にニューヨークで開かれた第6回総会にて、まずは40 ftタイプに新しく高さ8 ft 6 inタイプが、ISOコンテナに認定された。その後、遅れる事5年後の1974年10月に東京で開催された第8回総会にて、30 ftタイプに新しく、高さ8 ft 6 inタイプが【区分 1BB】コンテナとして、更に20 ftタイプに新しく、高さ8 ft 6 inタイプが【区分 1CC】コンテナとして、それぞれISOコンテナに認定された。続く1976年5月にワシントンで開かれた第9回総会にて、旧シーランド社が独自規格として使用し続けていた35 ftタイプは、コンテナ船のセル構造や20または、40 ftコンテナとの積み併せや、保管時に組み合わせの悪さから発生する無駄なスペース等の汎用性がない事などを理由として、申請されていたISO規格への承認を認めなかった。またこの件とは別に、ヨーロッパでのUIC (国際鉄道連合)からの申請されていた、20 ftタイプの中で【区分 1C】及び【区分 1CC】タイプに対して、コンテナ本体を含む最大総重量を24 tまで認めることとなった。
これらの各種規制緩和やある意味、苦肉の策で編み出した8 ft 6 inタイプのコンテナを積載しても、改善前と変わらぬ世界共通の地上高が3.8 mを維持する事となり、40 ftコンテナはグースネックトンネルを備えた8 ft 6 inタイプと、また40 ftコンテナ積載用のシャーシーは6インチ段差のあるタイプーへと全世界へ一気に広り、近代のコンテナの土台となる各種の規格が完成した。
- ウィキメディア・コモンズには、海上コンテナの細部特徴に関するメディアがあります。